# Mehdili (Kürdəmir)
Mehdili è un comune dell'Azerbaigian situato nel distretto di Kürdəmir.